# 龙山镇 (龙里县)
龙山镇，是中华人民共和国贵州省黔南布依族苗族自治州龙里县下辖的一个乡镇级行政单位。
2014年1月10日，贵州省人民政府批复同意龙里县行政区划调整，新设置的龙山镇辖原水场乡、草原乡及原龙山镇莲花村、坝上村、新场村、余下村、新水村、桥尾村、摆谷六村、纸厂村，镇人民政府驻坝上村。

## 行政区划
龙山镇下辖以下地区：
余下村、新场村、坝上村、莲花村、纸厂村、摆谷六村、新水村、桥尾村、朝阳村、草原村、金谷村、红星村、城兴村、塘兴村、朵花村、羊蓬村、高峰村、幸福村、前进村、大谷村、水场村、高沟村、红岩村、鸡场村、场坝村、三村、中坝村和水场乡。